# Tere
Nella mitologia africana, Tere è il dio che secondo il mito popolò la terra di animali e di uomini.

## Il mito
Nel mito Tere voleva vedere la Terra e Ivoro gli disse che la Terra era inospitale. Tere mise le ricchezze degli dèi, le piante, e i loro servitori, umani e animali. 
Durante il viaggio un animaletto di specie ignota produsse un suono inciampando e Ivoro pensò che Tere fosse giunto a terra allora lasciò la corda e il tamburo precipitò a terra. Alcuni animali scapparono e alcune piante se ne volarono , mentre altri furono trattenuti da Tere. Gli animali fuggiti e le piante che sono volate via sono selvatiche e selvaggi, gli animali e le piante trattenute da Tere sono gli animali domestici e le piante coltivabili. 